# Kittatinnyite
La kittatinnyite è un minerale appartenente al gruppo omonimo.